# Flot
Cet article concerne le terme maritime. Pour les autres significations, voir Flot (homonymie).
Le flot, ou de manière moins usitée flux, est un terme maritime qualifiant la période pendant laquelle la marée est montante.